# كايوشه (مقاطعة دهغلان)
كايوشه (بالفارسية: کایوشه) هي قرية تقع في قسم قوري تشاي الريفي (مقاطعة دهغلان) في إيران. يقدر عدد سكانها بـ 0 نسمة بحسب إحصاء 2016.